# Final de la Copa del Rey de fútbol 2019-20
La Final de la Copa del Rey de fútbol 2019-20 fue la 116.ª edición de la definición del torneo. Debió haberse disputado el 18 de abril de 2020 pero se suspendió por la pandemia del coronavirus, pasando a disputarse el 3 de abril de 2021.

## Finalistas
| Equipos       | Finales jugadas anteriormente |
| ------------- | --- |
| Athletic Club | (1903, 1904, 1905, 1910-II, 1911,1913-I, 1914, 1915, 1916, 1920, 1921, 1923, 1930, 1931, 1932, 1933, 1942, 1943, 1944, 1944-45, 1948-49,1949-50, 1952-53, 1955, 1956, 1958, 1965-66, 1966-67, 1966, 1972-73, 1976-77, 1983-84, 1984-85, 2008-09, 2011-12 y 2014-15) |
| Real Sociedad | (1909, 1910-II, 1928, 1951, 1986-87 y 1987-88) |

## Camino a la final
| Athletic Club                | Athletic Club                | Athletic Club                | Eliminatoria           | Real Sociedad           | Real Sociedad           | Real Sociedad           |
| ---------------------------- | ---------------------------- | ---------------------------- | ---------------------- | ----------------------- | ----------------------- | ----------------------- |
| Rival                        | Resultado                    | Resultado                    | Fase                   | Rival                   | Resultado               | Resultado               |
| C.F. Intercity               |                              | 0–3                          | Primera ronda          | C. D. Becerril          |                         | 0–8                     |
| Sestao River                 |                              | 0–4                          | Segunda ronda          | A. D. Ceuta F. C.       |                         | 0–4                     |
| Elche C. F.                  |                              | 1–1 (4:5 p.)                 | Dieciseisavos de final | R. C. D. Espanyol       |                         | 2–0                     |
| C. D. Tenerife               |                              | 3–3 (2:4 p.)                 | Octavos de final       | C. A. Osasuna           |                         | 3–1                     |
| F. C. Barcelona              |                              | 1–0                          | Cuartos de final       | Real Madrid C. F.       |                         | 3–4                     |
| Granada C. F.                |                              | 1–0                          | Semifinales            | C. D. Mirandés          |                         | 2–1                     |
| Granada C. F.                |                              | 2–1                          | Semifinales            | C. D. Mirandés          |                         | 0–1                     |
| Resultado global: 2 – 2 (v.) | Resultado global: 2 – 2 (v.) | Resultado global: 2 – 2 (v.) | Semifinales            | Resultado global: 3 – 1 | Resultado global: 3 – 1 | Resultado global: 3 – 1 |

## Árbitros
Xavier Estrada Fernández dirigió la final de Copa del Rey ante el Athletic Club y la Real Sociedad en el Estadio de la Cartuja de Sevilla el sábado 3 de abril de 2021. El árbitro de Lérida lleva 12 temporadas en Primera División después de ascender en 2009. Su primer partido en la máxima categoría fue el RCD Mallorca-Xerez CD, y ahora ya ha participado en 235 partidos en total.
En la Copa del Rey, ha dirigido un total de 42 partidos, esta será su primera final de copa. En 2014, dirigió la primera ronda de la final de la Supercopa de España entre Real Madrid y Atlético de Madrid.
Desde que entró en la competición internacional en 2003, Estrada Fernández lideró la final del Campeonato de Europa Sub-19 de 2014 entre Alemania y Portugal en Budapest. El catalán cuenta con encuentros internacionales en Champions League, Europa League y partidos de Selecciones.
Roberto Alonso Fernández y Guadalupe Porras Ayuso asistirán al árbitro catalán. El asistente madrileño ha participado anteriormente en tres finales, y para la extremeña será su primera final, y también la primera, en que una árbitra esté presente en una final de Copa. Ignacio Iglesias Villanueva será el VAR y José Luis González González será el AVAR, ambos están en Primera División durante toda la temporada y desempeñarán funciones específicas de videoarbitraje. José Luís Munuera Montera desempeñará las funciones de cuarto árbitro, mientras que Iñigo Prieto López de Cerain será el árbitro asistente reserva.

## Partido
| 1     | POR   | Unai Simón       |       |
| 18    | DEF   | Óscar de Marcos  |       |
| 6     | DEF   | Yeray Álvarez    |       |
| 4     | DEF   | Íñigo Martínez   |       |
| 17    | DEF   | Yuri Berchiche   | 90+3' |
| 12    | MED   | Álex Berenguer   | 76'   |
| 14    | MED   | Dani García      | 76'   |
| 27    | MED   | Unai Vencedor    | 68'   |
| 10    | MED   | Iker Muniain     |       |
| 9     | DEL   | Iñaki Williams   |       |
| 22    | DEL   | Raúl García      |       |
| D. T. | D. T. | Marcelino García |       |

| 1     | POR   | Álex Remiro      |       |
| 18    | DEF   | Andoni Gorosabel | 90+3' |
| 5     | DEF   | Igor Zubeldia    |       |
| 24    | DEF   | Robin Le Normand |       |
| 20    | DEF   | Nacho Monreal    |       |
| 21    | MED   | David Silva      | 75'   |
| 36    | MED   | Martín Zubimendi |       |
| 8     | MED   | Mikel Merino     |       |
| 7     | MED   | Portu            | 89'   |
| 19    | DEL   | Alexander Isak   | 89'   |
| 10    | DEL   | Mikel Oyarzabal  |       |
| D. T. | D. T. | Imanol Alguacil  |       |

| 8  | MED | Unai López       | 68'   |
| 6  | MED | Mikel Vesga      | 76'   |
| 20 | DEL | Asier Villalibre | 76'   |
| 21 | DEF | Ander Capa       | 90+3' |

| 16 | MED | Ander Guevara     | 85'   |
| 22 | DEL | Ander Barrenetxea | 89'   |
| 9  | DEL | Carlos Fernández  | 89'   |
| 6  | DEL | Aritz Elustondo   | 90+3' |

| 63' | Mikel Oyarzabal | 0:1 |

| 35' · 62' | Dani García Íñigo Martínez |

| 71' | Mikel Merino |

| Principal  | Estrada Fernández |
| Asistentes | Alonso Fernández  |
|            | Porras Ayuso      |
| Cuarto     | Munuera Montero   |
| Quinto     | Iñigo Prieto      |

| VAR            | Iglesias Villanueva |
| Asistentes VAR | González González   |

|                    |     |     |
| Tiros              | 5   | 6   |
| Tiros a puerta     | 2   | 1   |
| Faltas             | 15  | 22  |
| Saques de esquina  | 4   | 1   |
| Fueras de juego    | 0   | 2   |
| Posesión del balón | 42% | 58% |

| Alineación inicial |

| 1     | POR   | Unai Simón       |       |
| 18    | DEF   | Óscar de Marcos  |       |
| 6     | DEF   | Yeray Álvarez    |       |
| 4     | DEF   | Íñigo Martínez   |       |
| 17    | DEF   | Yuri Berchiche   | 90+3' |
| 12    | MED   | Álex Berenguer   | 76'   |
| 14    | MED   | Dani García      | 76'   |
| 27    | MED   | Unai Vencedor    | 68'   |
| 10    | MED   | Iker Muniain     |       |
| 9     | DEL   | Iñaki Williams   |       |
| 22    | DEL   | Raúl García      |       |
| D. T. | D. T. | Marcelino García |       |

| 1     | POR   | Álex Remiro      |       |
| 18    | DEF   | Andoni Gorosabel | 90+3' |
| 5     | DEF   | Igor Zubeldia    |       |
| 24    | DEF   | Robin Le Normand |       |
| 20    | DEF   | Nacho Monreal    |       |
| 21    | MED   | David Silva      | 75'   |
| 36    | MED   | Martín Zubimendi |       |
| 8     | MED   | Mikel Merino     |       |
| 7     | MED   | Portu            | 89'   |
| 19    | DEL   | Alexander Isak   | 89'   |
| 10    | DEL   | Mikel Oyarzabal  |       |
| D. T. | D. T. | Imanol Alguacil  |       |

| 8  | MED | Unai López       | 68'   |
| 6  | MED | Mikel Vesga      | 76'   |
| 20 | DEL | Asier Villalibre | 76'   |
| 21 | DEF | Ander Capa       | 90+3' |

| 16 | MED | Ander Guevara     | 85'   |
| 22 | DEL | Ander Barrenetxea | 89'   |
| 9  | DEL | Carlos Fernández  | 89'   |
| 6  | DEL | Aritz Elustondo   | 90+3' |

| 63' | Mikel Oyarzabal | 0:1 |

| 35' · 62' | Dani García Íñigo Martínez |

| 71' | Mikel Merino |

| Principal  | Estrada Fernández |
| Asistentes | Alonso Fernández  |
|            | Porras Ayuso      |
| Cuarto     | Munuera Montero   |
| Quinto     | Iñigo Prieto      |

| VAR            | Iglesias Villanueva |
| Asistentes VAR | González González   |

|                    |     |     |
| Tiros              | 5   | 6   |
| Tiros a puerta     | 2   | 1   |
| Faltas             | 15  | 22  |
| Saques de esquina  | 4   | 1   |
| Fueras de juego    | 0   | 2   |
| Posesión del balón | 42% | 58% |

| Alineación inicial |

| 1     | POR   | Unai Simón       |       |
| 18    | DEF   | Óscar de Marcos  |       |
| 6     | DEF   | Yeray Álvarez    |       |
| 4     | DEF   | Íñigo Martínez   |       |
| 17    | DEF   | Yuri Berchiche   | 90+3' |
| 12    | MED   | Álex Berenguer   | 76'   |
| 14    | MED   | Dani García      | 76'   |
| 27    | MED   | Unai Vencedor    | 68'   |
| 10    | MED   | Iker Muniain     |       |
| 9     | DEL   | Iñaki Williams   |       |
| 22    | DEL   | Raúl García      |       |
| D. T. | D. T. | Marcelino García |       |

| 1     | POR   | Álex Remiro      |       |
| 18    | DEF   | Andoni Gorosabel | 90+3' |
| 5     | DEF   | Igor Zubeldia    |       |
| 24    | DEF   | Robin Le Normand |       |
| 20    | DEF   | Nacho Monreal    |       |
| 21    | MED   | David Silva      | 75'   |
| 36    | MED   | Martín Zubimendi |       |
| 8     | MED   | Mikel Merino     |       |
| 7     | MED   | Portu            | 89'   |
| 19    | DEL   | Alexander Isak   | 89'   |
| 10    | DEL   | Mikel Oyarzabal  |       |
| D. T. | D. T. | Imanol Alguacil  |       |

| 8  | MED | Unai López       | 68'   |
| 6  | MED | Mikel Vesga      | 76'   |
| 20 | DEL | Asier Villalibre | 76'   |
| 21 | DEF | Ander Capa       | 90+3' |

| 16 | MED | Ander Guevara     | 85'   |
| 22 | DEL | Ander Barrenetxea | 89'   |
| 9  | DEL | Carlos Fernández  | 89'   |
| 6  | DEL | Aritz Elustondo   | 90+3' |

| 63' | Mikel Oyarzabal | 0:1 |

| 35' · 62' | Dani García Íñigo Martínez |

| 71' | Mikel Merino |

| Principal  | Estrada Fernández |
| Asistentes | Alonso Fernández  |
|            | Porras Ayuso      |
| Cuarto     | Munuera Montero   |
| Quinto     | Iñigo Prieto      |

| VAR            | Iglesias Villanueva |
| Asistentes VAR | González González   |

|                    |     |     |
| Tiros              | 5   | 6   |
| Tiros a puerta     | 2   | 1   |
| Faltas             | 15  | 22  |
| Saques de esquina  | 4   | 1   |
| Fueras de juego    | 0   | 2   |
| Posesión del balón | 42% | 58% |

| Alineación inicial |

| 1     | POR   | Unai Simón       |       |
| 18    | DEF   | Óscar de Marcos  |       |
| 6     | DEF   | Yeray Álvarez    |       |
| 4     | DEF   | Íñigo Martínez   |       |
| 17    | DEF   | Yuri Berchiche   | 90+3' |
| 12    | MED   | Álex Berenguer   | 76'   |
| 14    | MED   | Dani García      | 76'   |
| 27    | MED   | Unai Vencedor    | 68'   |
| 10    | MED   | Iker Muniain     |       |
| 9     | DEL   | Iñaki Williams   |       |
| 22    | DEL   | Raúl García      |       |
| D. T. | D. T. | Marcelino García |       |

| 1     | POR   | Álex Remiro      |       |
| 18    | DEF   | Andoni Gorosabel | 90+3' |
| 5     | DEF   | Igor Zubeldia    |       |
| 24    | DEF   | Robin Le Normand |       |
| 20    | DEF   | Nacho Monreal    |       |
| 21    | MED   | David Silva      | 75'   |
| 36    | MED   | Martín Zubimendi |       |
| 8     | MED   | Mikel Merino     |       |
| 7     | MED   | Portu            | 89'   |
| 19    | DEL   | Alexander Isak   | 89'   |
| 10    | DEL   | Mikel Oyarzabal  |       |
| D. T. | D. T. | Imanol Alguacil  |       |

| 8  | MED | Unai López       | 68'   |
| 6  | MED | Mikel Vesga      | 76'   |
| 20 | DEL | Asier Villalibre | 76'   |
| 21 | DEF | Ander Capa       | 90+3' |

| 16 | MED | Ander Guevara     | 85'   |
| 22 | DEL | Ander Barrenetxea | 89'   |
| 9  | DEL | Carlos Fernández  | 89'   |
| 6  | DEL | Aritz Elustondo   | 90+3' |

| 63' | Mikel Oyarzabal | 0:1 |

| 35' · 62' | Dani García Íñigo Martínez |

| 71' | Mikel Merino |

| Principal  | Estrada Fernández |
| Asistentes | Alonso Fernández  |
|            | Porras Ayuso      |
| Cuarto     | Munuera Montero   |
| Quinto     | Iñigo Prieto      |

| VAR            | Iglesias Villanueva |
| Asistentes VAR | González González   |

|                    |     |     |
| Tiros              | 5   | 6   |
| Tiros a puerta     | 2   | 1   |
| Faltas             | 15  | 22  |
| Saques de esquina  | 4   | 1   |
| Fueras de juego    | 0   | 2   |
| Posesión del balón | 42% | 58% |

| Alineación inicial |

|                                 |
| Bandera del País Vasco          |
| Campeón Real Sociedad 3° título |